# Vimianzo (Santiso)
Vimianzo (llamada oficialmente Santa María de Vimianzo) es una parroquia y una aldea española del municipio de Santiso, en la provincia de La Coruña, Galicia.

## Entidades de población
Entidades de población que forman parte de la parroquia:
- Castro (O Castro)
- Reboredo
- Vimianzo

## Demografía

### Parroquia
| Gráfica de evolución demográfica de Vimianzo (parroquia) entre 2000 y 2019 |
|                                                                            |
| Datos según el nomenclátor publicado por el INE.                           |

### Aldea
| Gráfica de evolución demográfica de Vimianzo (lugar) entre 2000 y 2019 |
|                                                                        |
| Datos según el nomenclátor publicado por el INE.                       |